# 3580 Avery
A 3580 Avery (ideiglenes jelöléssel 1983 CS2) a Naprendszer kisbolygóövében található aszteroida. Norman G. Thomas fedezte fel 1983. február 15-én.